# Amazonen

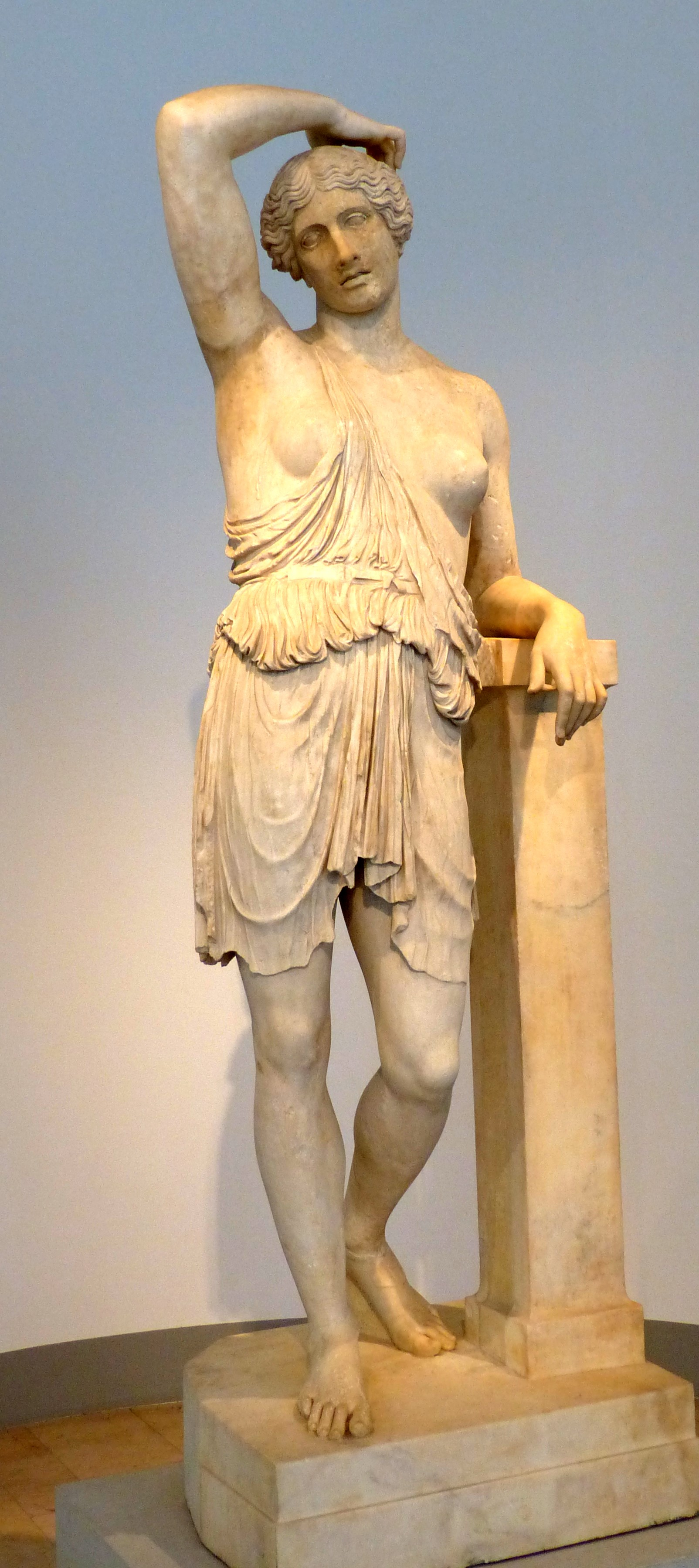
Amazone Typ Sciarra, Antikensammlung Berlin, römische Marmorreplik des griechischen Bronze-Originals

Als Amazonen (altgriechisch Ἀμαζόνες Amazónes) werden in griechischen Mythen und Sagen einige Völker bezeichnet, bei denen Frauen „männergleich“ in den Kampf zogen. Antike Autoren verorteten Amazonen in verschiedenen Regionen am Schwarzen Meer: im oder nördlich des Kaukasusgebiets, vor allem aber im nordanatolischen Teil des Pontosgebiets, in dem ihre Hauptstadt Themiskyra (am Thermodon) gelegen haben soll. Auch in Karien, Lykien und in Libyen sollen Amazonen gelebt haben. Es wird von Amazonenköniginnen und Stadtgründerinnen berichtet. Amazonen wurden als sterblich beschrieben.
Zahlreiche Werke der griechischen Kunst stellen (bevorzugt auf Vasen) ab ca. 550 v. Chr. Amazonen als wagemutige Kämpferinnen und Reiterkriegerinnen dar. Im 4. Jahrhundert v. Chr. waren Darstellungen des „Amazonenkampfes“ (Amazonomachie) beliebt. Zwei Waffen sind den Darstellungen von Amazonen ab dem letzten Drittel des 5. Jahrhunderts v. Chr. eigentümlich: die Labrys, eine auch als Amazonenaxt bezeichnete Doppelaxt, sowie die Pelte, ein kleiner, halbmondförmiger Schild. Die typische Kleidung der Amazonen besteht aus einem kurzen Chiton, der oft die rechte Brust unbedeckt lässt.

## Herkunft des Namens
Seit der Antike ist die Herleitung des Namens umstritten und bis heute ungeklärt. Eine Reihe antiker Autoren führten die griechische Bezeichnung „Amazone“ auf a-mazos (ἀμαζός „brustlos“) zurück. Denn die Amazonen sollen ihren kleinen Töchtern die rechte Brust verstümmelt haben, damit diese später den Bogen ungehindert abschießen konnten. Allerdings wurden Amazonen in den griechischen Darstellungen gewöhnlich mit zwei Brüsten wiedergegeben und nach Philostrat wurden sie nur nicht an der Brust gestillt.
Andere Erklärungen leiteten den Namen von a-maza (ἀμᾶζα „brotlos“) her. Hierzu passt die Bemerkung des Aischylos, der sie in seinen Schutzflehenden als kreoboros (κρεοβόρος „mit Fleisch gefüttert“) bezeichnet.
Ebenfalls wurde an eine Herleitung von zone (ζώνη „Gürtel“ von ζώννυμι „gürten“) gedacht. Ama-zone bedeutete demnach etwa „wohlgegürtet“ und hätte auf die Tracht der Amazonen angespielt, die sich so auch im Mythos vom Raub des Gürtels der Hippolyte durch Herakles widerspiegelt. Erwogen wurde auch eine Zusammensetzung aus hama und zosai (ἅμα ζῶσαι) im Sinne von „zusammen lebend“.

## Griechische Mythologie, Geschichtsschreibung und Dichtung
Eines der ältesten schriftlich festgehaltenen Werke Europas, die Ilias des antiken Dichters Homer (vermutlich 8. Jahrhundert v. Chr.), schildert zwei Ereignisse, die sich vor dem Trojanischen Krieg ereigneten und bei denen Amazonen in Erscheinung traten. Homer setzte die Mythen um die Amazonen als bekannt voraus, folglich gab es sie schon vor seiner Zeit:
1. Im Zusammenhang mit dem Bellerophon-Mythos kämpft der griechische Held Bellerophon, Großvater der vor Troja kämpfenden Brüder Glaukos und Sarpedon, bei seinem Aufenthalt in Lykien unter anderem gegen Amazonen.[11]
2. Priamos, der König von Troja (Ilion), kämpft in seiner Jugend auf Seiten der Phryger, als diese am Fluss Sangarios von Amazonen angegriffen werden.[12]

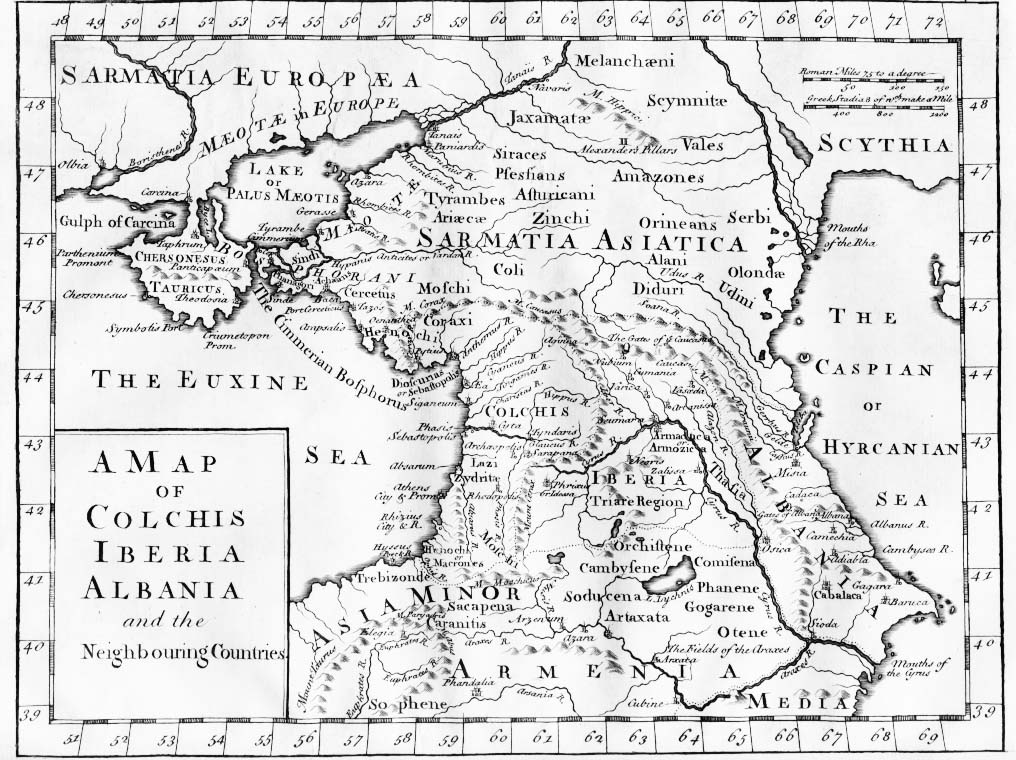
Karte des Kaukasus-Gebirges mit den Siedlungsgebieten von Sarmaten und rechts oben der Amazonen (anonymer Kupferstich aus London, um 1770)

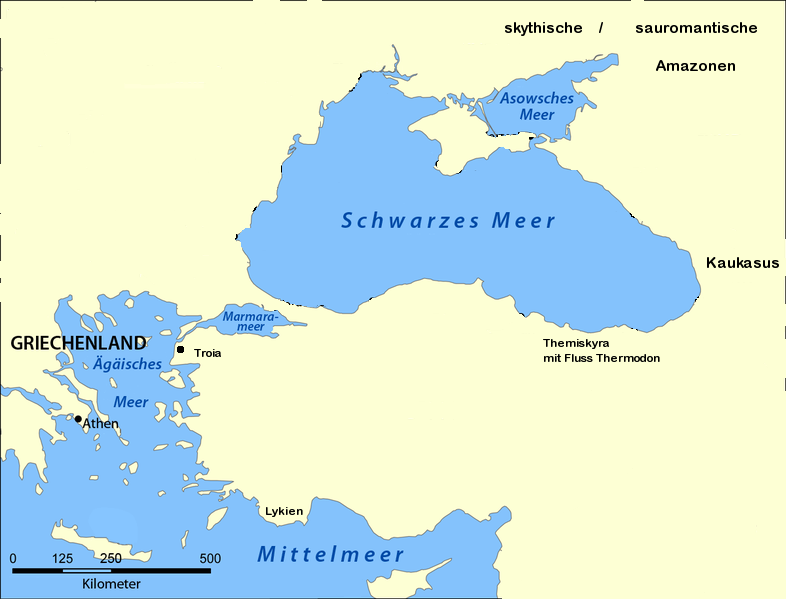
Das Schwarze Meer und Kleinasien

Im Epos Aithiopis, das an die Dichtungen Homers anschließt und dessen Original vermutlich von Arktinos von Milet stammt, aber nicht erhalten ist, wird folgendes Ereignis berichtet: Während des Trojanischen Krieges, als die Amazonen bereits nicht mehr so mächtig waren, sollen sie unter ihrer Königin Penthesilea den Trojanern zu Hilfe gekommen sein und die Griechen in arge Bedrängnis gebracht haben. Mit großen Anstrengungen und durch das Eingreifen des Helden Achill siegten die Griechen. Penthesilea fiel im Kampf gegen den beinahe unverwundbaren Achill.
Der Historiker Herodot schrieb im 5. Jahrhundert v. Chr. in seinen Historien, dass die zwischen Kaspischem und Schwarzem Meer ansässigen Sauromaten (Vorgänger der Sarmaten) aus einer Vermischung von Skythen und Amazonen entstanden seien. Herodot beschrieb auch aus seiner Sicht ungewöhnliche Bräuche der Lykier, die in Südwest-Kleinasien lebten. Die Lykier benannten sich noch zu Herodots Zeit nach ihren Müttern, hatten also eine matrilineare Abstammungsregel. Außerdem richtete sich der Status eines Kindes nach dem Ansehen seiner Mutter. War sie aus dem Bürgerstand, bekamen automatisch auch ihre Kinder Bürgerrechte, selbst wenn der Vater ein Sklave war. War ihre Mutter hingegen unfrei, so bekamen auch die Kinder keine Bürgerrechte, selbst wenn der Vater ein angesehener Bürger war. Dies deutet auf eine hohe Stellung der Frau in dem Teil Lykiens, den Herodot bereiste. Die mutterrechtlichen Regelungen könnten Herodot auf die Idee gebracht haben, es handele sich hierbei um Nachfahren der mythischen Amazonen.
In einer angeblich vom athenischen Logographen Lysias Anfang des 4. Jahrhunderts v. Chr. verfassten Grabrede für Gefallene im Korinthischen Krieg heißt es, dass die Amazonen einst Töchter des Ares gewesen seien, am Thermodon lebten und im Gegensatz zu ihren Nachbarvölkern bereits Waffen aus Eisen benutzten. Letzteres sowie der Umstand, dass sie die ersten gewesen seien, die auf Pferden ritten, verschaffte ihnen gegenüber ihren Nachbarvölkern Vorteile, die sie – gepaart mit heldenhaftem Mut, mit dem sie Männern glichen – nutzten, große Gebiete zu unterwerfen. Ein Angriff auf Athen endete jedoch für die Amazonen mit einer Niederlage.
In der Argonautensage, deren älteste vollständig erhaltene Version Apollonios von Rhodos im 3. Jahrhundert v. Chr. verfasste, wagen die Argonauten auf dem Weg nach Kolchis nicht, an bestimmten Abschnitten der kleinasiatischen Schwarzmeerküste anzulegen, an denen die Amazonen gelebt haben sollen.

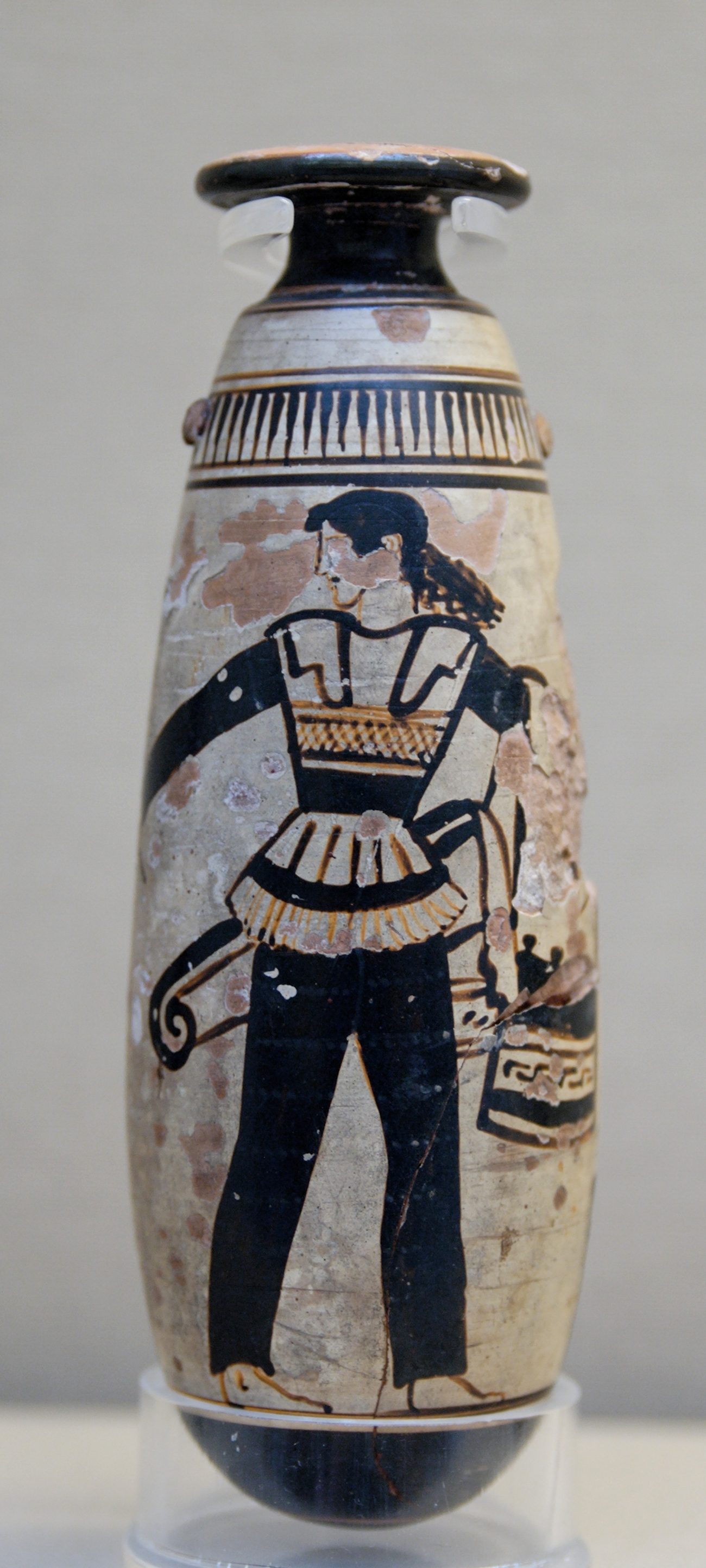
Amazone in Hosen mit Schild und Köcher (attisches Alabastron, um 470 v. Chr.)

Der Geschichtsschreiber Diodor hielt sich im 1. Jahrhundert v. Chr. längere Zeit in Ägypten auf. Er schrieb über Amazonen in Nordwest-Afrika, die lange vor den kleinasiatischen Amazonen gelebt und unter ihrer Königin Myrina ganz Nordafrika unterworfen haben sollen. Diese libyschen Amazonen wurden bereits von Herodot erwähnt. In einem späteren Abschnitt seines Werks hielt Diodor die Unterscheidung zwischen kleinasiatischen und libyschen Amazonen nicht aufrecht. So sollen es kleinasiatische Amazonen gewesen sein, die einige Inseln der Ägäis angriffen und später Athen belagerten.
Der Geograph und Historiker Strabon schreibt gegen Ende des 1. Jahrhunderts v. Chr. in seiner Geographie, die Hauptstadt der Amazonen sei Themiskyra am Fluss Thermodon im kleinasiatischen Teil des Pontos-Gebiets gewesen. Er zweifelt dabei Schilderungen an, die Amazonen hätten viele Völker unterworfen und sogar Athen angegriffen. Strabon kritisiert ferner, dass die alten Quellen keine oder nur unglaubwürdige Auskünfte darüber gäben, wohin die Amazonen gezogen sind, nachdem sie aus dem Gebiet um den Thermodon vertrieben worden waren. Auch zweifelt er an den Berichten, dass die Amazonenkönigin Thalestris Alexander den Großen aufgesucht habe, da sie sich bezüglich der Herkunft der Amazonenkönigin widersprächen und die „glaubwürdigsten“ Autoren diese Sage nicht erwähnten. An anderer Stelle seines Werks geht Strabon ausführlich auf Amazonen ein, die im nördlichen Kaukasus gelebt haben sollen, nach älteren Quellen, die Strabon zitiert, nördlich der kaukasischen Albaner oder als Nachbarn der Gargarier, in Keraunien. Die Amazonen in dieser Region lebten die meiste Zeit des Jahres unter sich, betrieben Ackerbau, Vieh- und Pferdezucht, gingen auf die Jagd und tätigten Kriegsgeschäfte. An zwei Monaten im Frühling träfen sie sich mit den Gargariern auf einem Berg, der beide Gebiete trennt, und zeugten mit ihnen bei Dunkelheit Kinder. Waren alle Amazonen schwanger, verließen sie die Garganer. Die aus diesen Verbindungen gezeugten Mädchen zögen die Amazonen selber auf, die Jungen übergäben sie den Gargariern. Die Gargarier seien laut ungenannten Quellen, auf die sich Strabon stützt, zusammen mit den Amazonen aus Themiskyra in die Gegend gewandert und anschließend von ihnen abgefallen. Nachdem man einige Zeit gegeneinander Krieg geführt hatte, schlossen sie Frieden miteinander und kamen überein, dass beide Völker für sich leben und man nur gemeinsam Kinder zeugt. Das Gebiet der Amazonen, die Strabon beschreibt, durchzog ein Fluss namens Mermadalis, der im weiteren Verlauf noch andere Regionen durchfloss, bis er ins Asowsche Meer mündete.
Der Geograph Pomponius Mela berichtete um 44 n. Chr., die Amazonen lebten jenseits der Küste des Kaspischen Meeres, wo die Komaren, Massageten, Kadusier, Hyrkanier und Iberer ansässig waren.
Griechische Erzählungen erwähnen auch verschiedene Inseln, auf denen zeitweise Frauen ohne Männer gelebt haben sollen. Dort hätten die Frauen nur zu bestimmten Zeiten mit Männern benachbarter Siedlungen Kontakt, um von ihnen geschwängert zu werden. Diese Frauengemeinschaften werden aber nicht durchgängig als Amazonen bezeichnet. So sollen beispielsweise die Mittelmeerinseln Lesbos und Lemnos zeitweise solche „Fraueninseln“ gewesen sein. Über die Frauen von Lemnos wurde gesagt, sie hätten sich gegen ihre Männer erhoben und im Lemnischen Frevel alle gleichzeitig ermordet.

### Herakles-Mythos

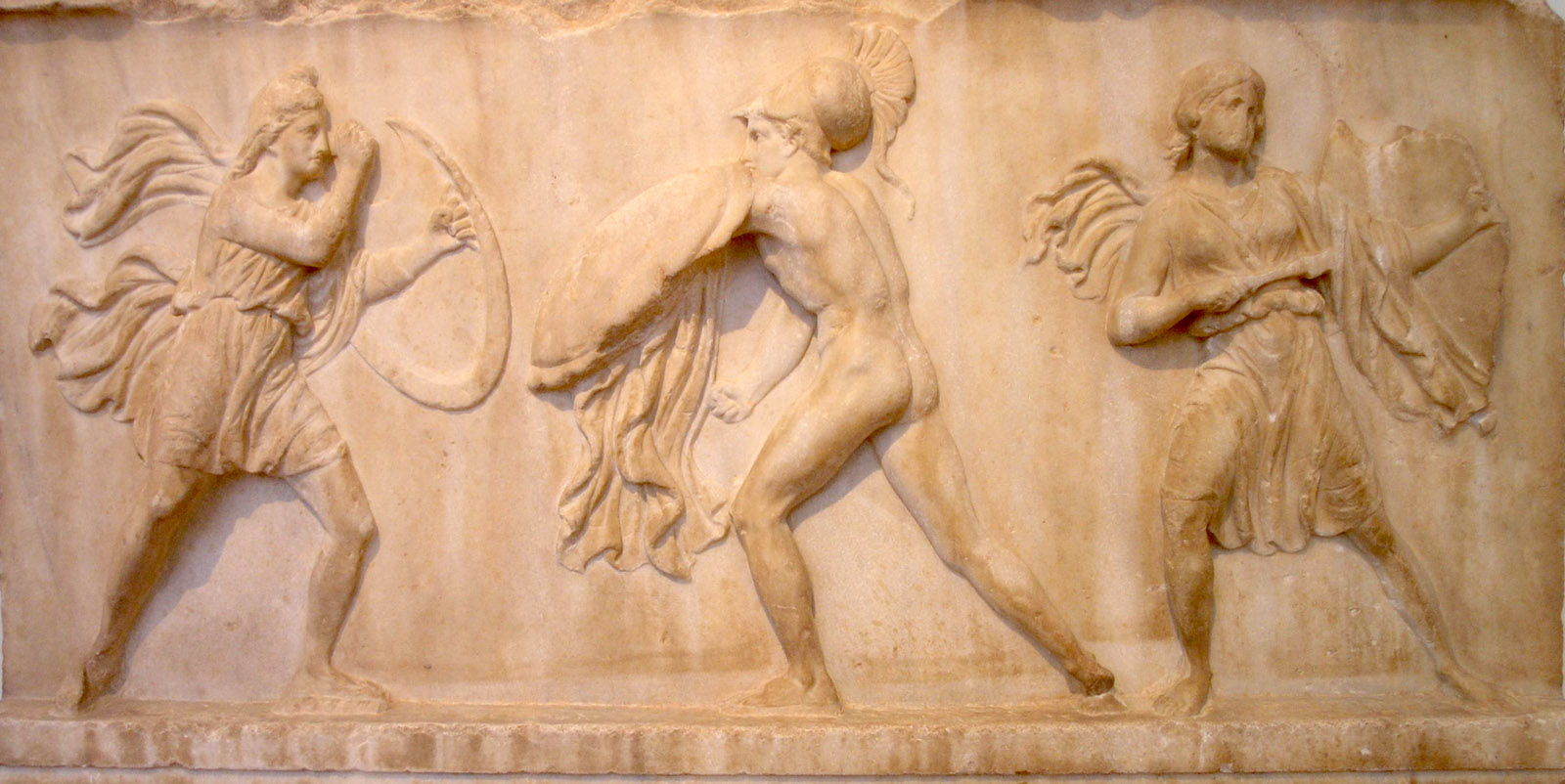
Zwei Amazonen im Kampf mit einem Griechen (Relief aus Athen, 4. Jahrhundert v. Chr.)

Im dorischen Herakles-Mythos wird die Amazonenkönigin Hippolyte von Herakles erschlagen, der ins Amazonenland aufgebrochen war, um den Zaubergürtel (oder Waffengurt) der Königin zu erlangen. Obwohl beide Seiten keine kriegerischen Absichten hatten, kam es durch ein Missverständnis zum Kampf. In dessen Verlauf tötete Herakles die Königin und weitere Amazonen. Aus Ehrfurcht vor dem starken Helden händigen die Amazonen Herakles den Gürtel daraufhin aus. In einer anderen Version tötet Herakles die Königin nicht, sondern tauscht ihre gefangen genommene Schwester Melanippe gegen den Gürtel ein.

### Theseus-Mythos

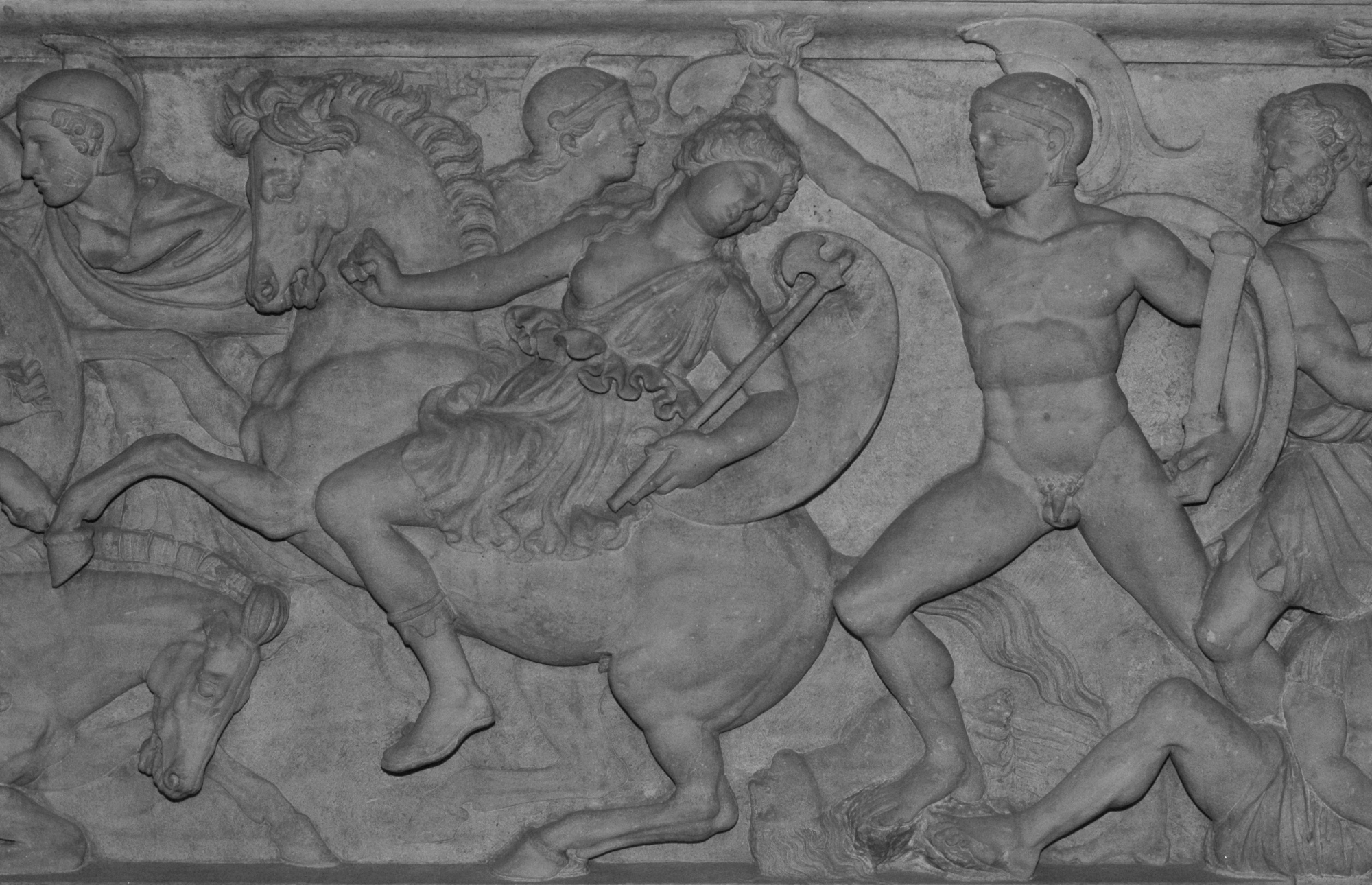
Kampf zwischen Griechen und Amazonen (Relief auf einem Sarkophag aus Thessaloniki, 2. Jahrhundert n. Chr.)

Im athenischen Theseus-Mythos wird Hippolyte im Rahmen eines Brautraubs von Theseus entführt, dem König von Athen, der sie mit nach Athen nimmt und dort zu seiner Frau macht. (In manchen Versionen heißt die Entführte Antiope und ist die Schwester von Hippolyte.) Aus Rache dringen die Amazonen daraufhin nach Griechenland ein, plündern einige Städte an der Küste und belagern Athen. Bei den Kämpfen wird Hippolyte getötet.

### Stadtgründerinnen
Es gibt eine Reihe von Gründungsmythen, in denen Amazonen eine Rolle spielen: So gründeten sie die Städte Kyme und Myrine in der Aiolis. Die Amazone Smyrna gründete an der kleinasiatischen Küste die gleichnamige Stadt (heute Izmir) und die Amazone Anaia ihre Stadt etwa 100 Kilometer südlich, nahe der heutigen türkischen Küstenstadt Kuşadası. Der naheliegende Tempel der Artemis in Ephesos soll ursprünglich von der Amazonenkönigin Otrere erbaut worden sein. Die Amazonin Kleite, Amme und Magd von Penthesilea, soll eine Stadt gleichen Namens in Bruttium (dem heutigen Kalabrien) gegründet haben, vermutlich in der Nähe der heutigen Gemeinde Cleto. Ob diese Legende mit der mythischen Gründung von Kaulon in Verbindung gebracht werden kann, wie oft angenommen wird – einer Tradition nach war Kleite Mutter des Gründers Kaulos –, ist strittig. Die griechische Kolonie Sinope an der kleinasiatischen Schwarzmeerküste soll, gemäß einer – allerdings erst auf Andron von Teos (spätes 4. Jahrhundert v. Chr.) zurückgehenden – Legende, nach einer dem Wein sehr zugeneigten Amazone namens Sanape benannt worden sein.
Es war in der Antike üblich, sich bedeutungsvolle Götter, Personen, Gruppen oder Völker aus der Mythenwelt als Ahnen zu wählen, um die eigene Bedeutung zu erhöhen (Herkunftssagen). Solche „fiktiven“ Stammbäume (Genealogien) beriefen sich auf eine ältere Vergangenheit, als es der Wirklichkeit entsprach, ohne dadurch mit tatsächlichen historischen Personen oder Volksgruppen in Konflikt zu geraten.

### Amazonenköniginnen
Verschiedene Erzählungen erwähnen Amazonen ausdrücklich als Königinnen ihres Volkes, sogar als Herrscherdynastie; sie regieren ohne männlichen Begleiter und treten in Begleitung ihrer Kriegerinnen auf. Die berühmtesten Amazonenköniginnen sind:
- Otrere, Geliebte des olympischen Kriegsgottes Ares, von ihm die Mutter der Hippolyte und der Penthesileia, erbaut den Tempel der Artemis in Ephesos
- Hippolyte, Tochter von Otrere und Ares, Teil des Theseus- und des Herakles-Mythos, dort ist Antiope ihre Schwester und zu ihrem Gefolge gehört Alkippe, die einzige erwähnte Amazone mit abgelegtem Keuschheitsschwur
- Penthesilea, tötet ihre Schwester Hippolyte bei einem Jagdunfall, kommt den schwer bedrängten Trojanern mit ihren Kriegerinnen zu Hilfe, wird von Achill besiegt, der sich in die Sterbende verliebt
- Myrina, Leiterin einer militärischen Expedition in Libyen, besiegt die Atlanter, schließt ein Bündnis mit dem Herrscher Ägyptens und erobert weitere Städte und Inseln
- Thalestris, die letzte namentlich genannte Amazonenkönigin, trifft 330 v. Chr. einigen Sagen nach den griechischen Eroberer Alexander den Großen; ihr Gebiet liegt am Thermodon, anderen Versionen zufolge an der Kaspischen Pforte, südlich des Kaspischen Meeres.[30]

## Römische und altägyptische Erzählungen

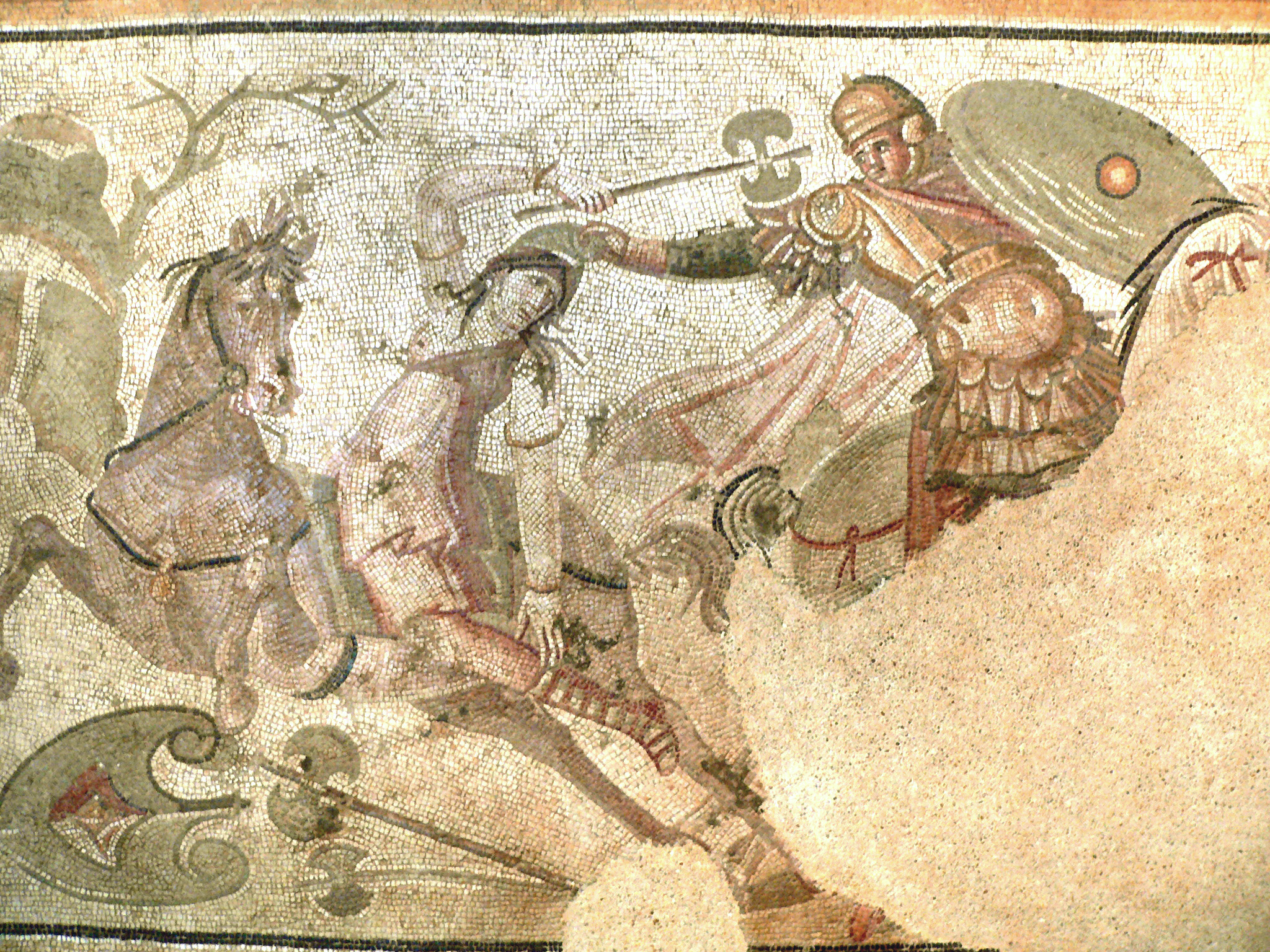
Kämpfende Amazone (Fußboden-Mosaik aus Daphne, heutige Türkei, 4. Jahrhundert)

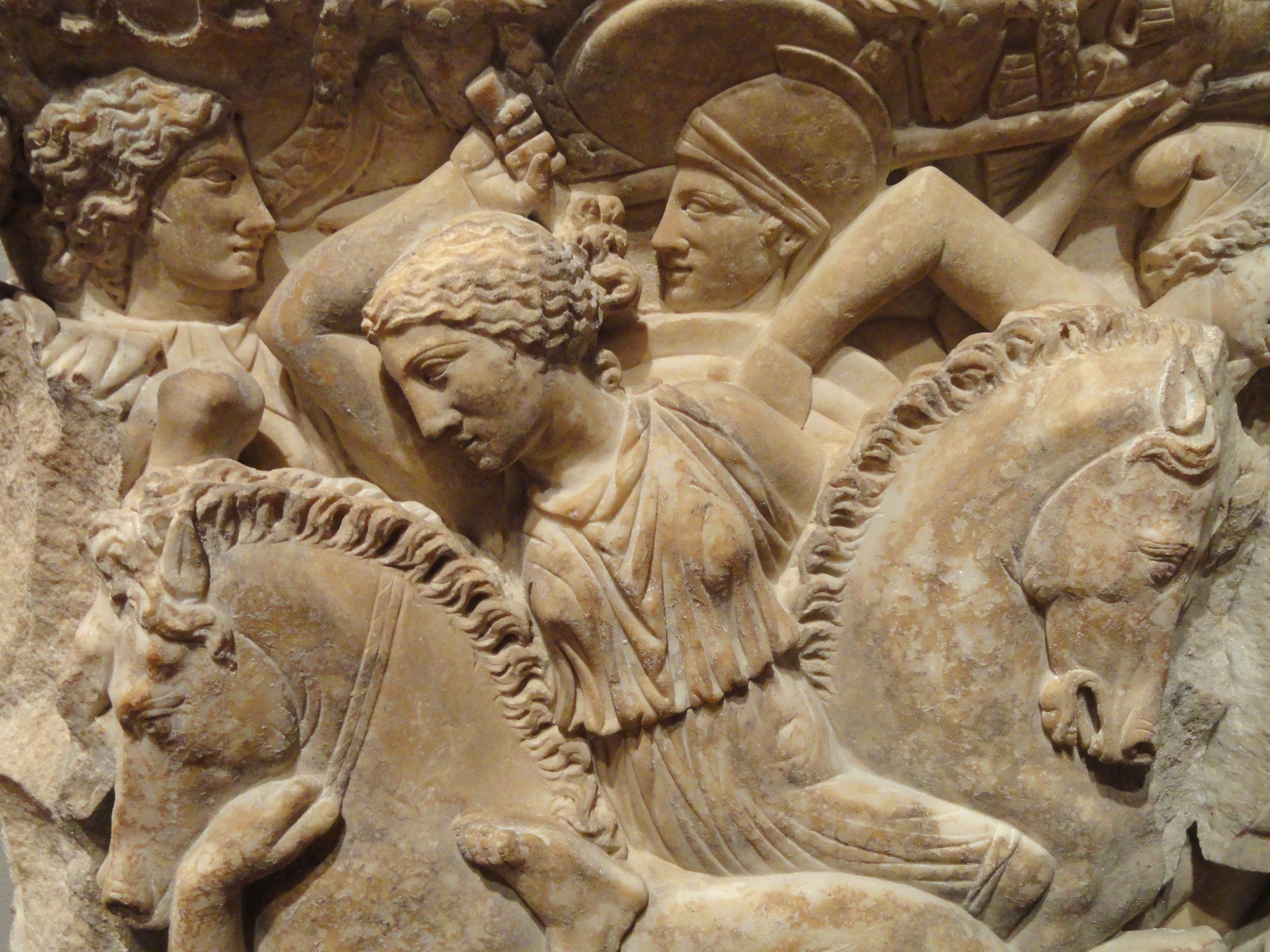
Amazonenkampf (Amazonomachie) auf einem römischen Steinsarg (um 200 n. Chr.)

Kämpfe zwischen Amazonen und Griechen waren in der Kaiserzeit und der Spätantike ein beliebtes Motiv auf römischen Sarkophagen. Der Dichter Vergil erwähnte die Amazonen und ihre Königin Penthesilea um 20 v. Chr. in seinem Epos Aeneis. Der Biograph Sueton ließ um 110 n. Chr. Gaius Iulius Caesar in seinen Kaiserviten sagen, dass die Amazonen „einst einen großen Teil Asiens beherrschten“.
Die altägyptische Erzählung Ägypter und Amazonen ist als Unterhaltungsroman in zwei bruchstückhaften Fassungen aus römischer Zeit auf Papyrus erhalten. Die Geschichte handelt von historischen Personen aus dem 7. Jahrhundert v. Chr.: Der ägyptische Fürst Petechonsis führte gemeinsam mit assyrischen Truppen einen Kriegszug in das „Land der Frauen“, das im Vorderen Orient lag und bis an die Grenzen Indiens gereicht haben soll. Petechonsis bekämpfte anfänglich die dortigen Amazonen, verliebte sich dann aber in ihre Königin Sarpot und unterstützte sie in einem Bündnis gegen die einfallende indische Armee. Diese Erzählung soll in Ägypten unabhängig von griechischen Einflüssen entstanden sein.

## Theorien zu Amazonenvölkern
Um einen realen Kern in den Amazonenmythen ausmachen zu können, fehlen ausführliche zeitgenössische Schriftquellen. Homer erwähnt die Amazonen nur in wenigen Sätzen, assyrische Quellen liefern keinerlei Hinweise auf Amazonen.

### Hethiter
Walther Leonhard stellte 1911 die These auf, die Amazonen seien mit dem Volk der Hethiter in Kleinasien gleichzusetzen, da bei diesen die Frauen rechtlich den Männern gleichgestellt waren, für indogermanische Völker sehr ungewöhnlich. Mit dieser Gleichsetzung wollte er zwei Probleme lösen: Einerseits waren die Hethiter ein mächtiges reales Volk, das jedoch in griechischen Quellen nicht erwähnt wird – andererseits spielten die Amazonen eine große Rolle in Schrifttum und Kunst der Griechen, sind aber weder archäologisch noch in zeitgenössischen, beispielsweise hethitischen oder assyrischen Quellen nachweisbar.
Gegen die Gleichsetzung der Amazonen mit den Hethitern spricht vor allem, dass das Kerngebiet der Hethiter in Zentral-Anatolien lag und nicht im Pontos-Gebiet am Schwarzen Meer. Außerdem zogen hethitische Frauen nachweislich nicht mit in den Kampf. Die Theorie Leonhards gilt daher als nicht haltbar. Außerdem finden sich in hethitischen Originaltexten aus den Archiven ihrer Hauptstadt Ḫattuša und der Hafenstadt Ugarit keinerlei Hinweise auf Amazonen oder auf Kriegerinnen. Diese Texte werden aber ins 15. bis 13. Jahrhundert v. Chr. datiert, in jene Zeit, in der die meisten griechischen Mythen spielen dürften. Hethitische Texte beinhalten allerdings meist nur wenige – zum Beispiel für Verträge oder Annalen relevante – Angaben zu Sitten und Gesellschaftsstrukturen von Nachbarvölkern. Die geopolitische Situation in Kleinasien ist anhand der hethitischen Quellen, vor allem für den Nordwesten und Nordosten Anatoliens, noch unsicher.

### Matriarchale Völker in Kleinasien
Einige Forscher gehen davon aus, dass die Amazonenmythen auf Erinnerungen an frühere Ereignisse gründen, bei denen Griechen im kleinasiatischen Raum auf mutterrechtlich organisierte und von Frauen regierte Völker getroffen seien und in Kämpfe verwickelt wurden. Solche Kontakte müssten vor dem 8. vorchristlichen Jahrhundert stattgefunden haben, da dem Dichter Homer zu jener Zeit bereits frühere Erzählungen über Amazonen bekannt sind. Ab spätestens dem letzten Drittel des 7. Jahrhunderts v. Chr. wurde die kleinasiatische Schwarzmeerküste von den Griechen besiedelt, wobei sie auch älteren Völkern begegneten, die ihre Erbfolge über Mütter an Töchter regelten (Matri-Linearität) und bei denen der familiäre Wohnsitz bei der Frau lag (Matri-Lokalität).

## Archäologische Funde

### Georgien

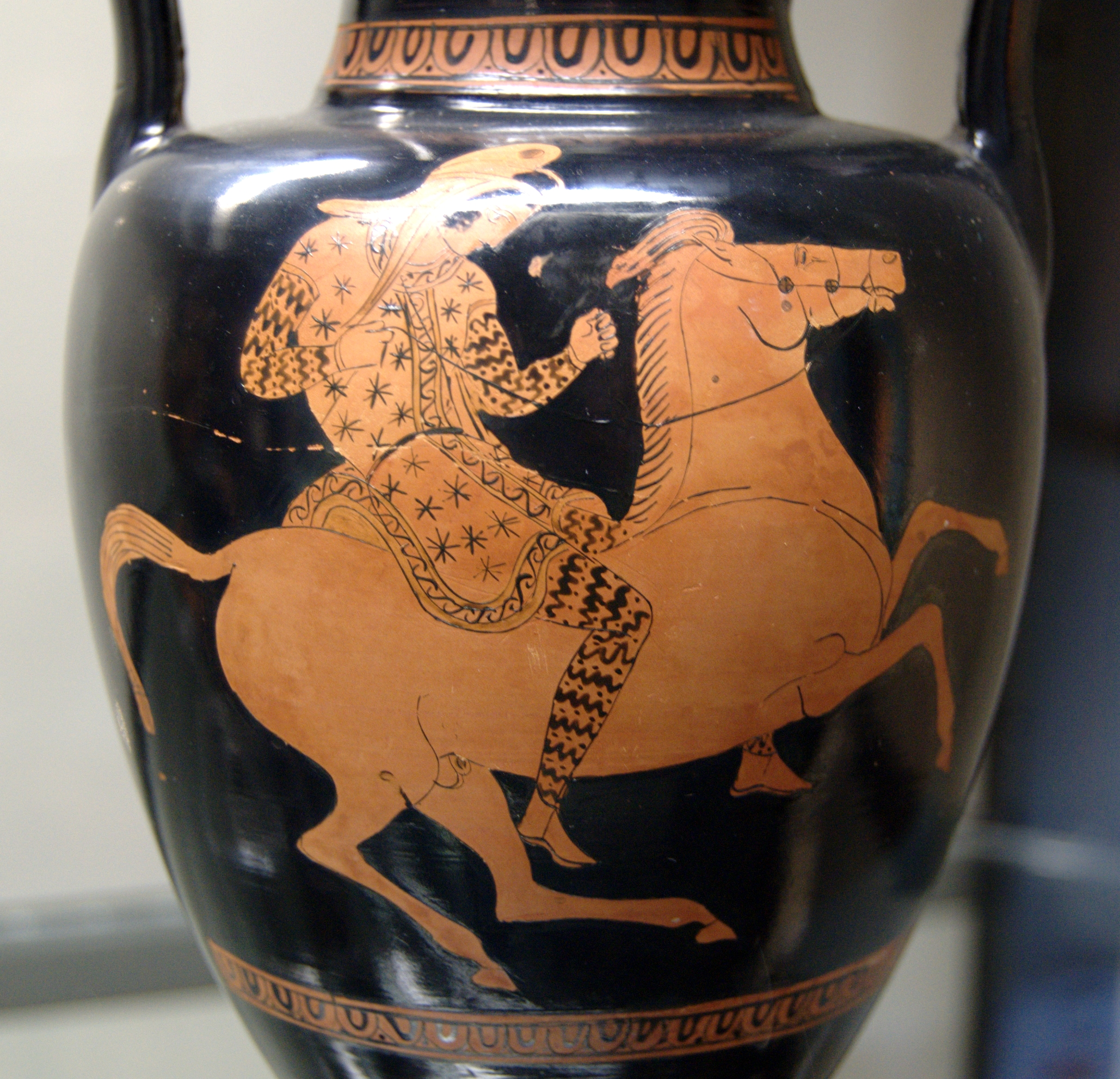
Berittene Amazone in skythischer Tracht (rotfigurige Vasenmalerei, um 420 v. Chr.)

1927 wurde in Semo-Awtschala, nahe Tiflis in Georgien, das Grab einer 30 bis 40 Jahre alten Frau entdeckt, in dem sich neben anderen Grabbeigaben ein bronzenes Schwert, eine Speerspitze aus Eisen sowie Überreste eines Pferdekopfs befanden. Da sich am Schädel der Verstorbenen die Spuren einer schweren Hieb- oder Stichverletzung zeigten (welche die Frau offenbar zunächst überlebt hatte), wird vom Grab einer Kriegerin ausgegangen, die womöglich auch zu Pferde kämpfte. Das Grab wird auf den Beginn des 1. Jahrtausends v. Chr. datiert und wäre damit das älteste bisher bekannte Grab einer Kriegerin. Da der Fundort südlich des Kaukasus nur wenige hundert Kilometer vom angeblichen Kernland der Amazonen der griechischen Mythen entfernt ist, könnte ein Zusammenhang mit diesen bestehen.

### Südrussland und Ukraine

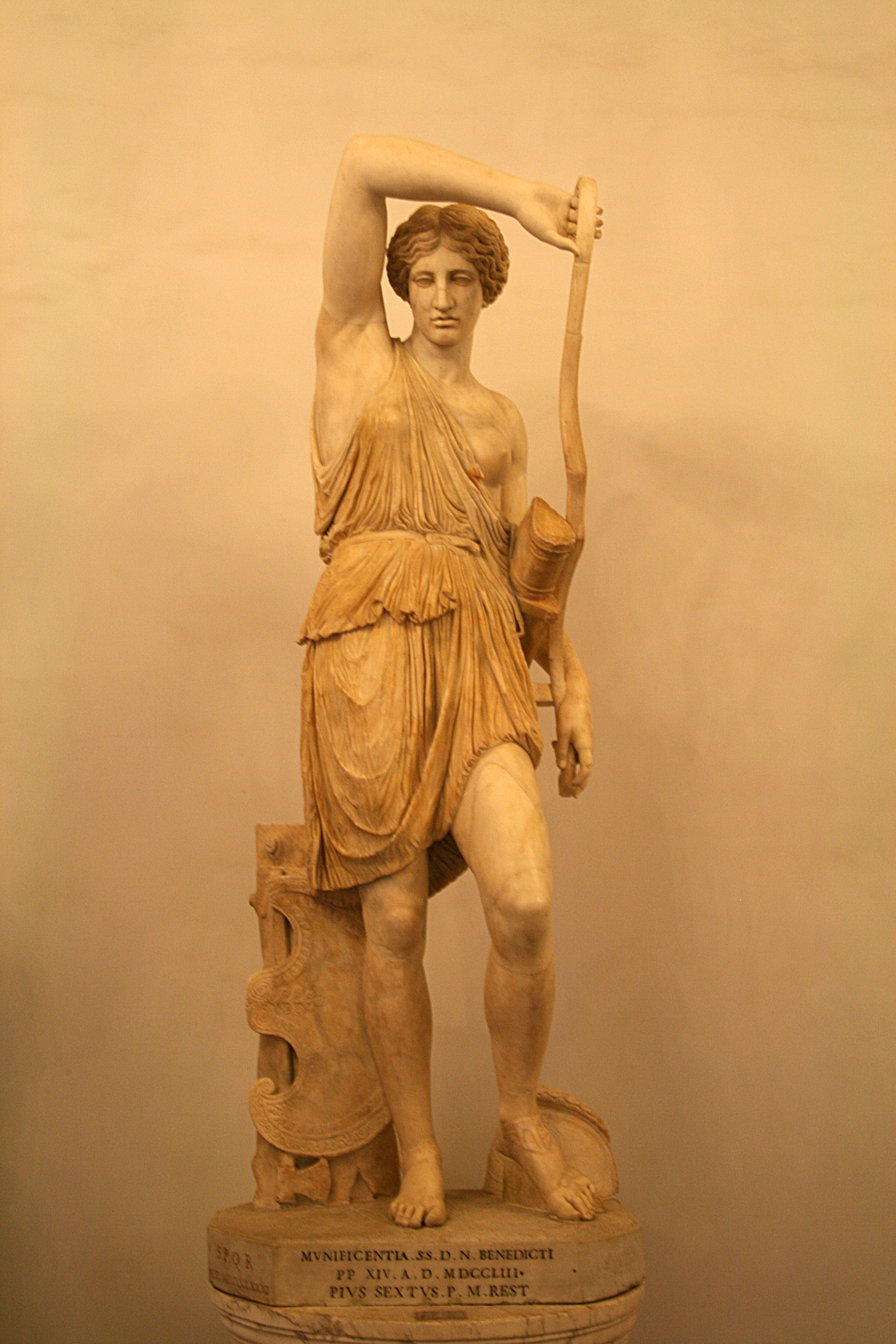
Verwundete Amazone, römische Kopie nach einem griechischen Original aus dem 5. Jahrhundert v. Chr.

Es wird für möglich gehalten, dass die realen Vorbilder für die Amazonen bei den Griechen Stämme der Skythen und Sarmaten waren.
Der Anthropologe David W. Anthony schreibt 2007, dass rund 20 Prozent der skythischen oder sarmatischen „Kriegergräber“ am unteren Don und der unteren Wolga weibliche Skelette enthielten, deren Kleidung der männlicher Krieger entsprach.
Der russische Archäologe Leonid Jablonskij und die US-amerikanische Archäologin Jeannine Davis-Kimball konnten belegen, dass es zwischen dem 6. und 3. Jahrhundert v. Chr. in Südrussland, der Ukraine und in Kasachstan Völker gab, bei denen Frauen eine gesellschaftlich hohe Stellung einnahmen und mit Waffen kämpften. Sie fanden in Südrussland und der Ukraine zahlreiche Kurgane skythischer und sarmatischer Frauen, die mit Waffen und Rüstungen begraben wurden. Ein wichtiger Fundort ist eine Nekropole bei Pokrovka, südwestlich von Sol-Ilezk am Ilek gelegen. Zwischen etwa 600 und 300 v. Chr. wurden hier den weiblichen Gräbern mehr Waffenbeigaben als den männlichen beigefügt. Im letzten Drittel der Belegungsphase wurde die Gräberstadt von Sarmaten benutzt. Einige Waffen weisen Gebrauchsspuren auf, sind also wahrscheinlich benutzt worden. Wahrscheinlich handelt es sich bei der Nekropole in Pokrovka um die Gräber der von Herodot genannten Sauromaten.
In weiteren Gräbern wurden 2500 Jahre alte Frauenskelette entdeckt, die anatomisch auffällig waren. Ihre Oberschenkelknochen waren gebogen und ihre Steißbeine gestaucht, sie waren also wahrscheinlich schon in jungen Jahren viel geritten; Kriegsverletzungen wurden aber an den Skeletten nicht nachgewiesen. Unter den Grabbeigaben wurden Waffen gefunden. In einem Grab fanden sich nicht nur Schmuckstücke, wie Dutzende von Goldperlen, Goldbroschen und ein Ohrring, sondern auch mehr als 110 Pfeilspitzen; die Menge der Spitzen lässt Forscher vermuten, dass es sich bei der Toten um eine berittene Kriegerin handelte.
Davis-Kimball bringt die Amazonen als Motiv in der griechischen Vasenmalerei ab dem 6. Jahrhundert v. Chr. damit in Verbindung, dass die Griechen zu jener Zeit von den Skythen und Sarmaten erfuhren. Daher seien die Amazonen ähnlich den Skythen (oder auch Parthern) dargestellt worden, müssen deshalb aber nicht mit ihnen identisch sein. Es sei in der griechischen Kunst üblich gewesen, alte oder mythische Völker so darzustellen, wie zeitgenössische Völker aus ungefähr derselben Gegend bekleidet und bewaffnet waren.
Ethnologische und genetische Untersuchungen von Davis-Kimball haben ergeben, dass sich die Spuren der Amazonen möglicherweise bis in die Mongolei nachweisen lassen, wo es nach Davis-Kimballs Forschungen genetische Nachfahren der Sarmaten und Skythen geben soll.

## Neuzeitliche Rezeption
Der große südamerikanische Amazonenstrom soll von den europäischen Entdeckern nach dortigen Amazonen-Völkern benannt worden sein (siehe Name des Amazonas).
Von den Amazonen als geschickten Reiterinnen ist das Amazonenspringen als Pferdesport von Springreiterinnen abgeleitet; Teilnehmerinnen an diesen nur Frauen vorbehaltenen Springprüfungen werden Amazone genannt (siehe auch das Berliner Bronzestandbild Amazone zu Pferde sowie die Amazone zu Pferde auf der Museumsinsel).
Von den mutigen Kriegerinnen ist die Ehrenbezeichnung Amazonen für Frauen abgeleitet, die kämpferisch und selbstbewusst für ihre Angelegenheiten eintreten oder in früheren Zeiten eingetreten sind, teilweise auch als Anführerinnen (siehe auch Gaddafis Amazonen-Garde).
Von den Sagen über Frauenherrschaft abgeleitet, wird die Bezeichnung Amazonen auch auf soziale Gruppen, Organisationen oder Gesellschaften übertragen, an denen nur Frauen teilnehmen oder in denen Frauen die alleinige Entscheidungsmacht besitzen (siehe dazu Matrilokalität, Matriarchat, Gynozentrismus).

Bildende Kunst im 19. und 20. Jahrhundert
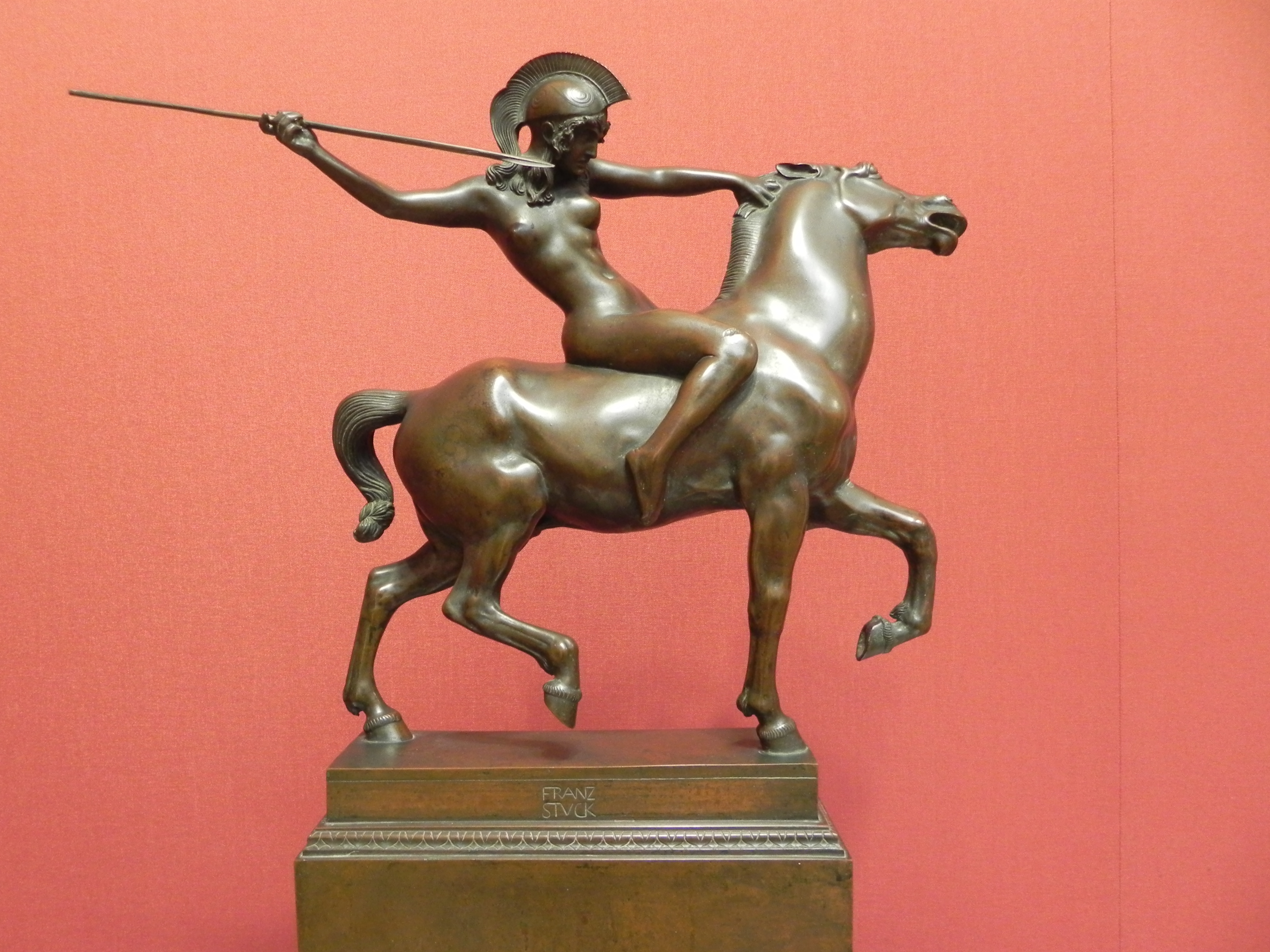
Amazone zu Pferde (Bronzeplastik von Franz von Stuck, 1897)
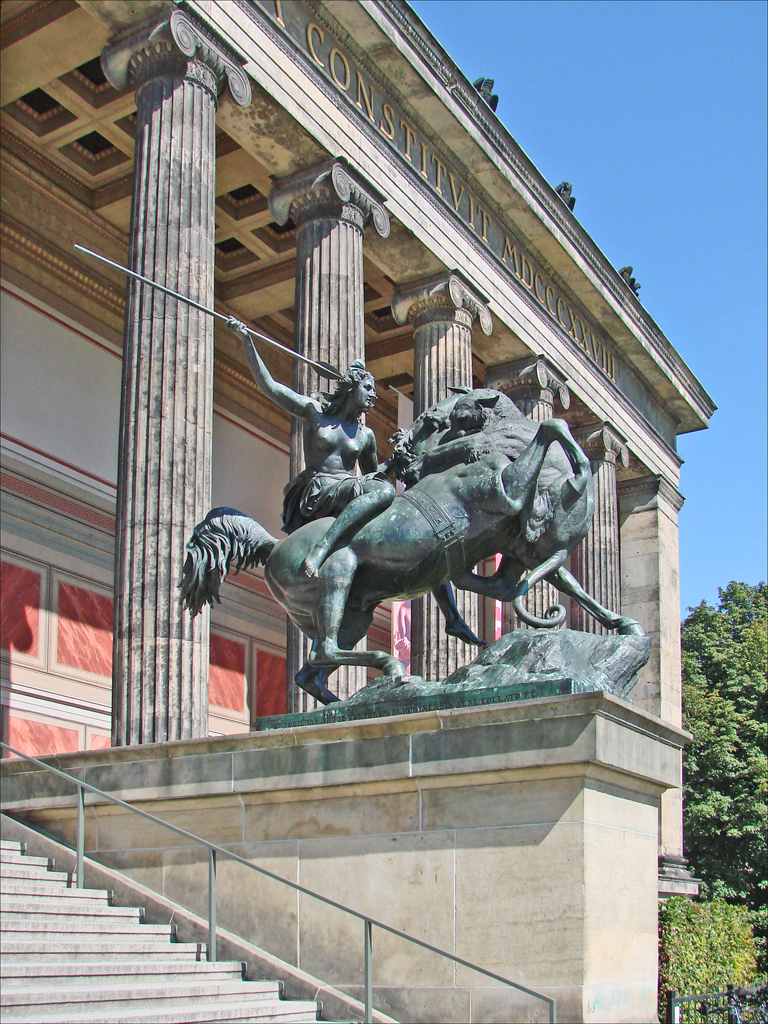
Amazone zu Pferde vor dem Alten Museum in Berlin, 1841
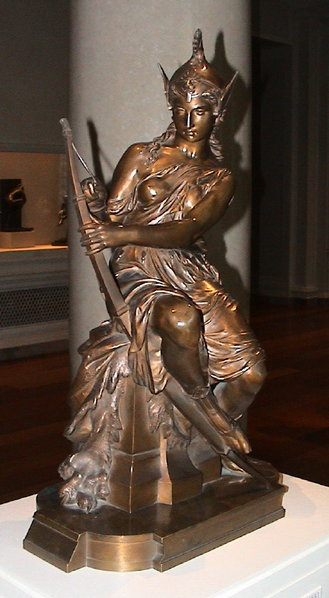
Amazone, sich auf den Kampf vorbereitend (Bronzestatue von Pierre-Eugène-Émile Hébert, 1860)
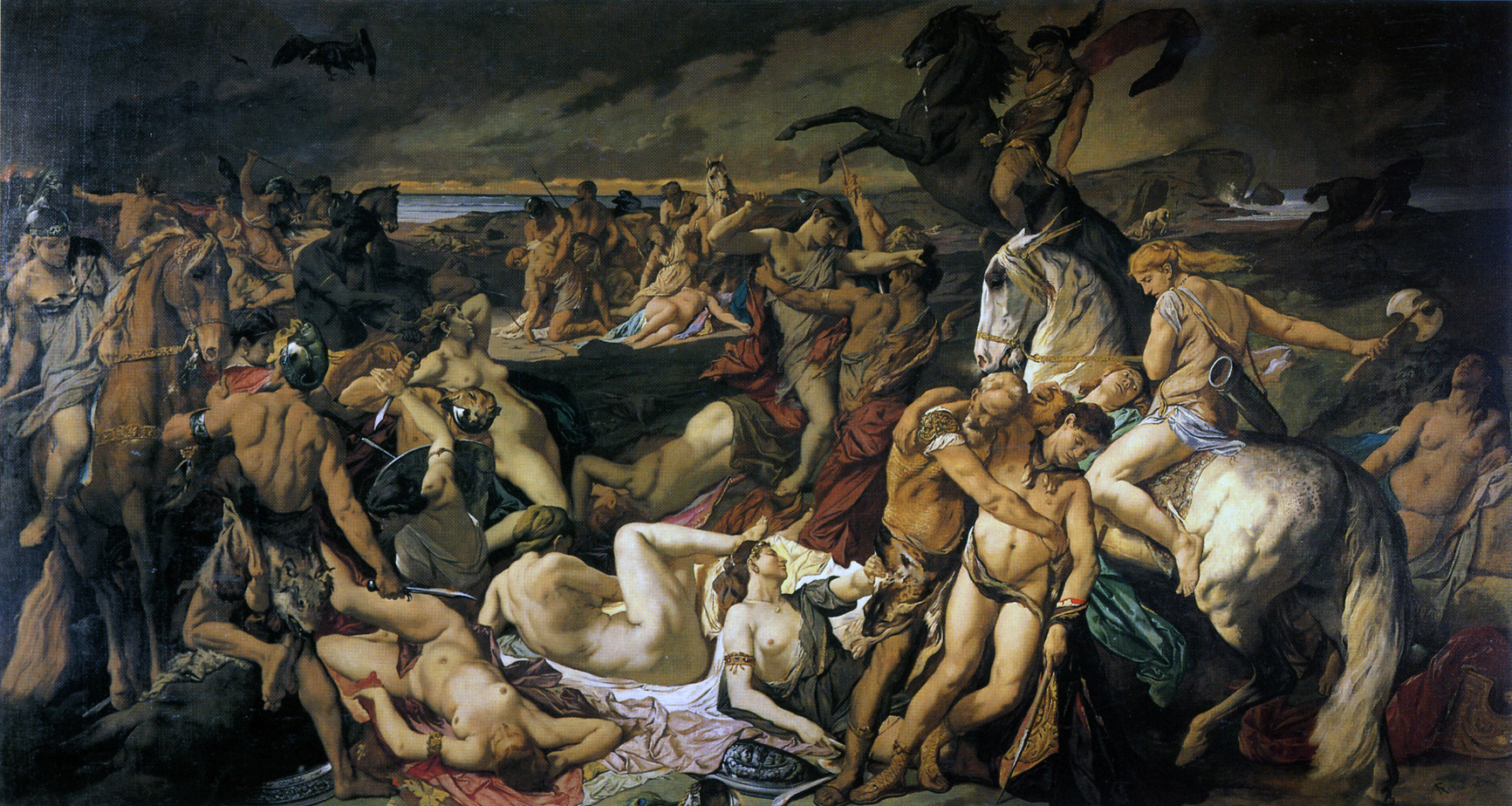
Die Amazonenschlacht (Gemälde von Anselm Feuerbach, 1873)
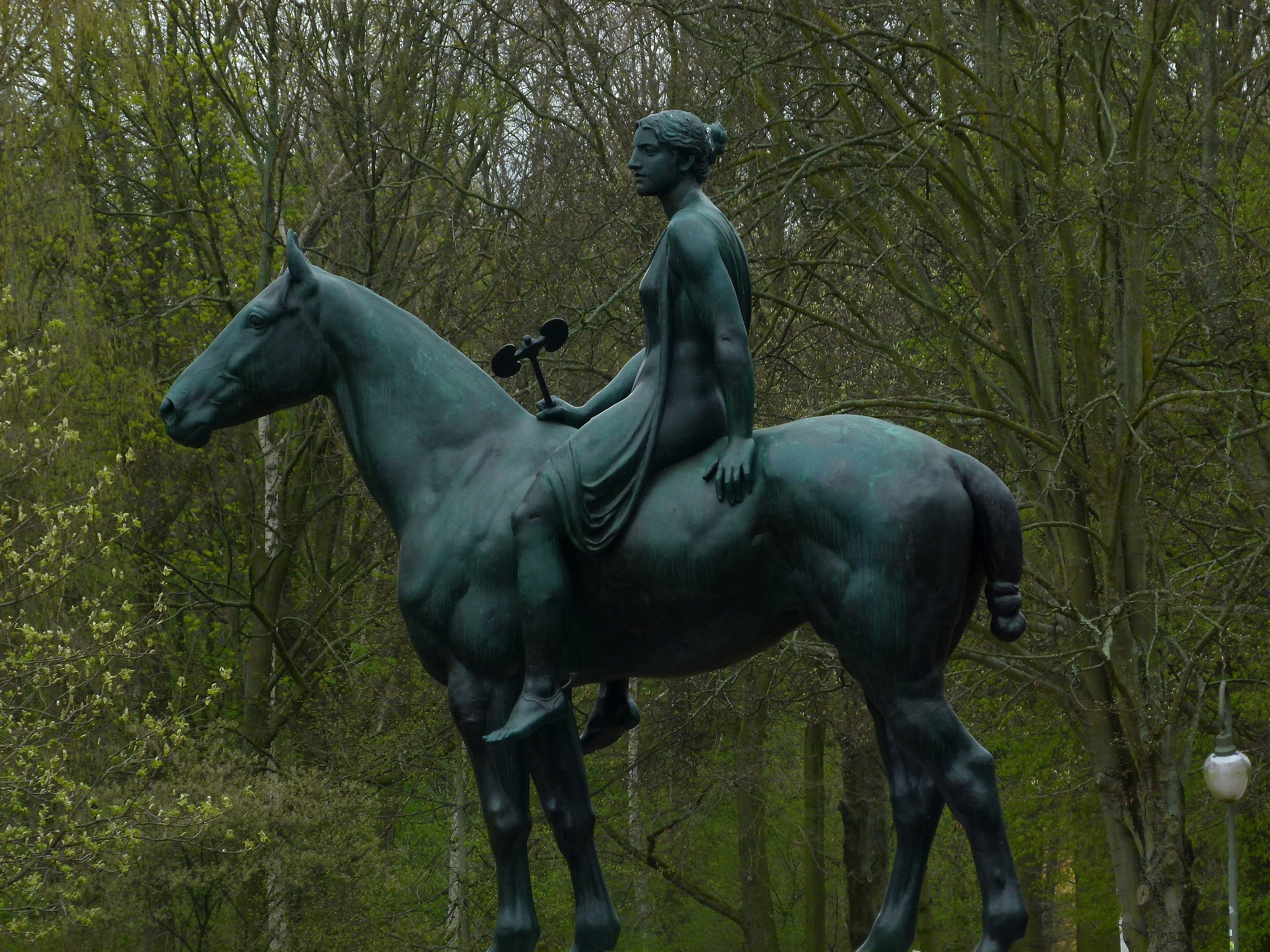
Amazone zu Pferde, im Berliner Tiergarten, 1905
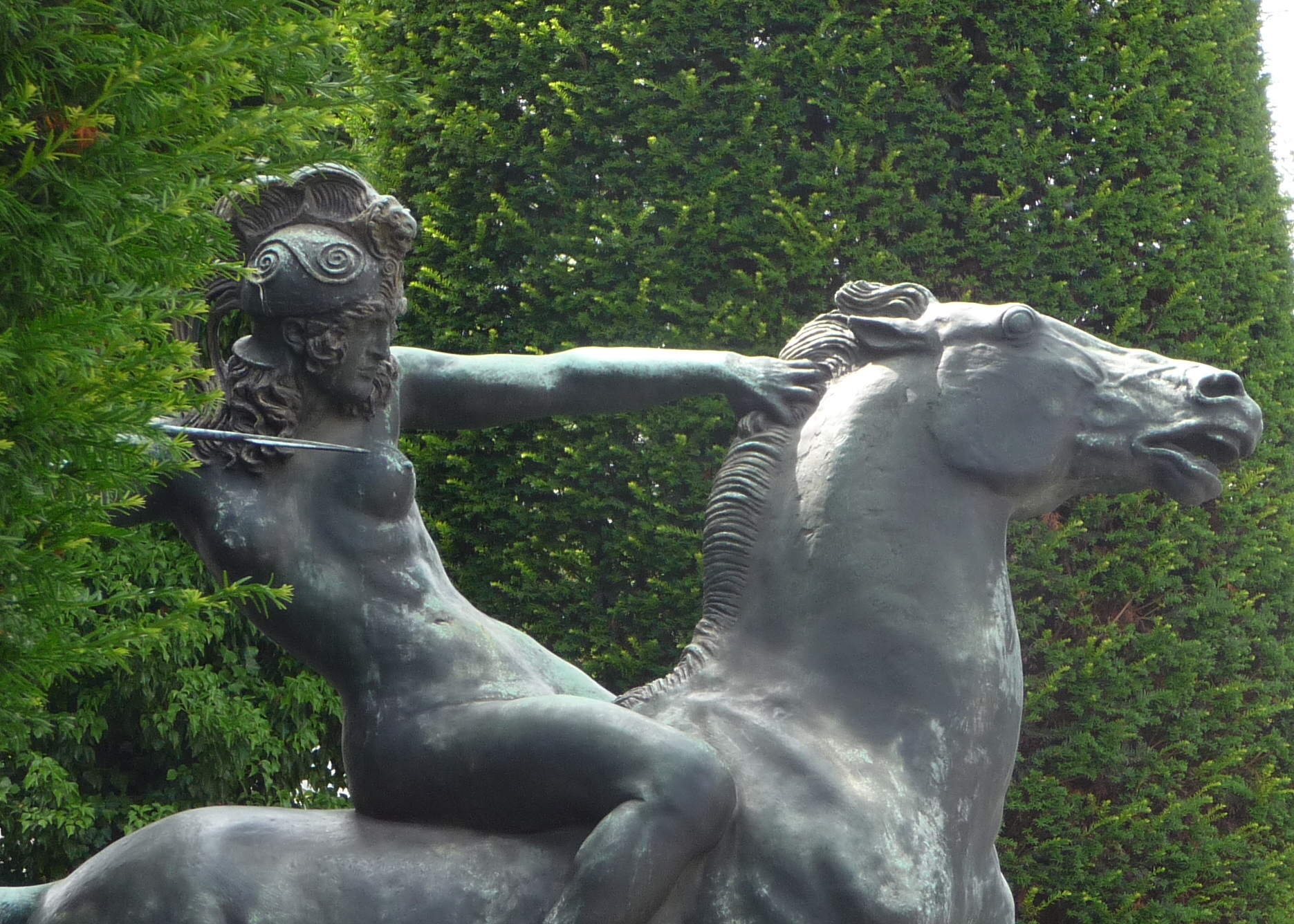
Amazone vor der Villa Stuck in München, entstanden 1913 Nachguss von 1936

Im nationalsozialistischen Deutschland wurde in München zwischen 1936 und 1939 die Freiluft-Revue Nacht der Amazonen aufgeführt, in der ein scheinbar emanzipiertes Frauenbild als weiblicher Teil der vom nationalsozialistischen Rassenwahn angestrebten „Neuen Rasse“ präsentiert wurde.
Auch in die bildende Kunst des 20. Jahrhunderts fanden die Amazonen Eingang. Deren Rolle in der Geschichte der Frauen machte die feministische Künstlerin Judy Chicago deutlich: In ihrer Kunstinstallation The Dinner Party der späten 1970er-Jahre widmete sie den Amazonen eines der 39 Gedecke am Tisch.
Die US-amerikanischen Comics zu Wonder Woman (DC Comics) handeln von einer Amazone Diana. In der Verfilmung Wonder Woman (2017), die gegen Ende des Ersten Weltkrieges spielt, stellt Gal Gadot die unsterbliche Amazonenprinzessin und Tochter der Königin Hippolita dar.

## Ausstellungen
- 2010–2011: Amazonen. Geheimnisvolle Kriegerinnen. Historisches Museum der Pfalz, Speyer.[41]

## Dokumentarfilme
- John Wate, Sebastian Peiter: Warrior Women: Die wahren Amazonen. Urban Canyons für ZDFinfo, 2017 (44:37 Minuten; online verfügbar bis 15. September 2021; YouTube-Kopie).
- Victor Grandits: Die Amazonen. Auf der Spur antiker Kämpferinnen. Dok-Haus UG für ZDF, Deutschland 2013 (52 Minuten; Renate Rolle versus Florian Knauß zu skythischen Frauengräbern in der Ukraine als Beleg eines Amazonen-Staates; Film in voller Länge auf YouTube: 111:47 Minuten).
- Jens Afflerbach, Carsten Obländer: Sagenhafte Völker – Das Amazonenrätsel. Story House Productions für ZDF/National Geographic Channel, Deutschland 2004 (43 Minuten; als Terra X auf YouTube: Teil 1, Teil 2, Teil 3, Teil 4 und Teil 5)
  - ZDF-Textteile: Schatzkammer in der Steppe: Grab voller Überraschungen (Memento vom 20. Februar 2017 im Internet Archive), Mythos auf dem Prüfstand: DNA-Test der Grabknochen, Lebendige Tradition: Die Waffen der Nomadenkriegerinnen, Meiramgul, die kleine Amazone: Identische DNA-Strukturen.